# Fufius funebris
Fufius funebris là một loài nhện trong họ Cyrtaucheniidae. Loài này phân bố ờ Brasil.